# 2020 no desporto
Nesta página encontram-se os fatos e referências do desporto que acontecerão durante o ano de 2020.

## Eventos previstos

### Eventos Multidesportivos
- 9 a 22 de janeiro - Jogos Olímpicos de Inverno da Juventude, em  Lausanne [1]

### Automobilismo
- 9 de fevereiro a 8 de novembro - NASCAR Cup Series [2]
- 16 de fevereiro - 500 Milhas de Daytona
- 15 de março a 20 de setembro - Fórmula Indy [3]
- 5 de julho a dezembro - Fórmula 1 [4]
- 23 de agosto - 500 Milhas de Indianápolis [5]
- 19 e 20 de setembro - 24 Horas de Le Mans

### Futebol
- 2 a 25 de janeiro - Copa São Paulo de Futebol Júnior [6]
- 22 de janeiro a 26 de abril - Principais campeonatos estaduais do Brasil
- 5 de fevereiro a 16 de setembro - Copa do Brasil de Futebol [7]
- 3 de maio a 6 de dezembro - Campeonato Brasileiro [8]

### Tênis
- 20 de janeiro a 2 de fevereiro - Aberto da Austrália [9]

## Fa(c)tos

### Janeiro
- 1 de janeiro -  Vissel Kobe vence a Copa do Imperador de 2019.[10]
- 24 de janeiro - O Automóvel Clube do Oeste e IMSA anunciam anunciam convergência de regras para os campeonatos da WEC e WeatherTech SportsCar Championship a partir de 2021. [11]
- 25 de janeiro
  - O  Internacional vence a Copa São Paulo de Futebol Júnior [12]
  - O  Cruzeiro vence a Copa Brasil de Voleibol Masculino [13]
- 26 de janeiro -  Kamui Kobayashi,  Renger van der Zande,  Ryan Briscoe e  Scott Dixon, com um Cadillac DPi-V.R, vencem as 24 Horas de Daytona [14]

### Fevereiro
- 1 de fevereiro
  -  Sofia Kenin vence o Aberto da Austrália de Tênis na chave simples feminino [15]
  - O  SESC-RJ vence  a Copa Brasil de Voleibol Feminino [16]
- 2 de fevereiro -  Novak Djokovic vence o Aberto da Austrália de Tênis na chave simples masculino [17]
- 6 de fevereiro - A  Argentina vence o Torneio Pré-Olímpico Sul-Americano de Futebol [18]
- 16 de fevereiro - O  Flamengo vence a Supercopa do Brasil de Futebol [19]
- 26 de fevereiro - O  Flamengo vence a Recopa Sul-Americana de Futebol [20]

### Junho
- 16 de junho - O  Bayern de Munique vence o Campeonato Alemão de Futebol [21]
- 25 de junho - O  Liverpool vence o Campeonato Inglês de Futebol [22]

### Julho
- 15 de julho - O  Flamengo vence o Campeonato Carioca de Futebol [23]
- 16 de julho - O  Real Madrid vence o Campeonato Espanhol de Futebol [24]
- 26 de julho - A  Juventus vence o Campeonato Italiano de Futebol [25]

### Agosto
- 4 de agosto - O  Ceará vence a Copa do Nordeste de Futebol [26]
- 8 de agosto
  - O  Palmeiras vence o Campeonato Paulista de Futebol [27]
  - O  Bahia vence o Campeonato Baiano de Futebol [28]
- 9 de agosto -  António Félix da Costa vence o campeonato da Fórmula E [29]
- 21 de agosto - O  Sevilla vence a Liga Europa da UEFA [30]
- 23 de agosto
  - O  Bayern de Munique vence a Liga dos Campeões da UEFA [31]
  -  Takuma Sato vence as 500 Milhas de Indianápolis [32]
- 30 de agosto
  - O  Atlético Mineiro vence o Campeonato Mineiro de Futebol [33]
  - O  Grêmio vence o Campeonato Gaúcho de Futebol [34]

### Setembro
- 10 de setembro -  Bruno Soares e  Mate Pavić vencem o torneio de duplas mascuino do US Open de Tênis [35]
- 12 de setembro -  Naomi Osaka vence o torneio simples feminino do US Open de Tênis [36]
- 13 de setembro -  Dominic Thiem vence o torneio simples masculino do US Open de Tênis [37]
- 20 de setembro -  Sébastien Buemi,  Brendon Hartley e  Kazuki Nakajima, com um Toyota TS050 Híbrido, vencem as 24 Horas de Le Mans [38]
- 24 de setembro - O  Bayern de Munique vence a Supercopa da UEFA [39]

### Outubro
- 10 de outubro -  Iga Świątek vence o torneio simples feminino do torneio de tênis de Roland Garros [40]
- 11 de outubro
  -  Rafael Nadal vence o torneio simples masculino do torneio de tênis de Roland Garros [41]
  - O Los Angeles Lakers vence a NBA [42]
- 25 de outubro
  - Na Fórmula 1,  Lewis Hamilton vence o Grande Prêmio de Portugal e quebra o recorde de vitórias na categoria, somando 92 vitórias. [43]
  -  Scott Dixon vence o campeonato da Fórmula Indy [44]

### Novembro
- 9 de novembro -  Chase Elliott vence a NASCAR Cup Series [45]
- 15 de novembro - Na Fórmula 1,  Lewis Hamilton vence o Grande Prêmio da Turquia e vence pela sétima vez o campeonato [46]

### Dezembro
- 6 de dezembro -  Mick Schumacher vence o campeonato da Fórmula 2 [47]
- 13 de dezembro -  Ricardo Mauricio vence o campeonato da Stock Car Brasil [48]